# Vanttila
Vanttila (en suédois : Fantsby) est un quartier de la ville d'Espoo en Finlande.

## Description
Kauklahti compte 1 984 habitants (31.12.2016).
Vanttila est un quartier de maisons individuelles ou mitoyennes.
Ses quartiers voisins sont Kauklahti, Kaupunginkallio, Kurttila, Latokaski, Muuralaet Saunalahti.

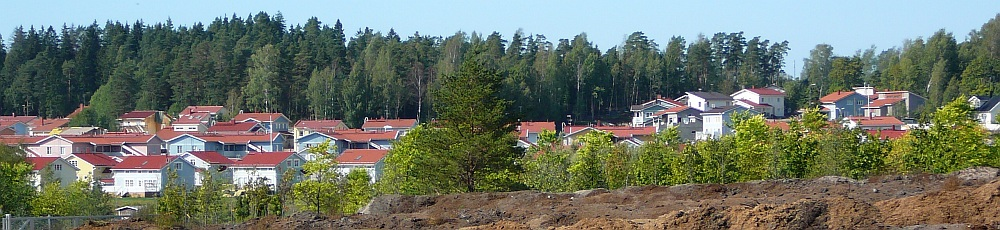
Vanttila, vue du Parc central d'Espoo.